# 鹿港 (大字)
鹿港，是臺灣彰化縣鹿港鎮的一個傳統地域名稱，也是該鎮的主聚落地區，位於該鎮西南部濱海地帶。就行政區而言，範圍大致包括海埔里本島部分西南端、東石里（本島部分）、郭厝里不含東部邊界地帶、玉順里、新宮里、順興里不含東北部邊界地帶、景福里、洛津里不含洛津國小一帶地區、大有里、中興里、泰興里、菜園里、龍山里、長興里、興化里、街尾里。

## 歷史
台灣清治末期至日治初期，鹿港地區為一街庄，稱為「鹿港街」，隸屬於馬芝堡。該街西邊臨海，昔日海岸線較今日近，外側有大片沙洲；北與海埔厝庄為鄰，東與顏厝庄、頂厝庄、橋頭庄為鄰，東南邊一小段與番社庄為臨，南邊為菜園角庄、福興庄。
1901年（日治明治三十四年）11月，該街隸屬於彰化廳。1909年（明治四十二年）10月，改隸屬於臺中廳。1920年（大正九年），該街改制為「鹿港」大字，隸屬於臺中州彰化郡鹿港街，大字下有「大有口」、「菜市頭」、「和興」、「新興」小字名。
戰後鹿港街改制為鹿港鎮，隸屬於彰化縣，大字亦改制為里。

## 海岸變遷
相較於1904年《臺灣堡圖》所繪，海埔厝地區海岸線向西略有延伸。其西側原有沙灘地帶現已成為「吉安水道」，再過去即填海造地而成的彰化濱海工業區鹿港區。

## 彰化濱海工業區鹿港區

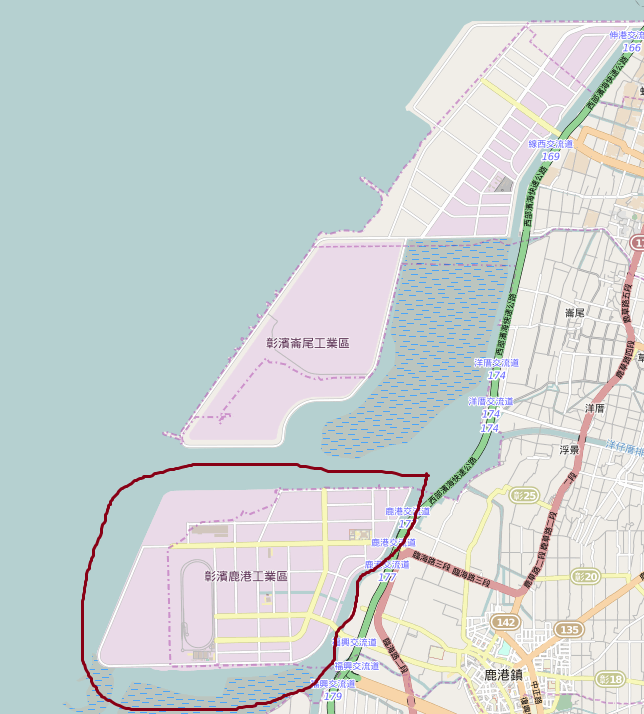
彰化濱海工業區鹿港區

彰化濱海工業區鹿港區，又名為「彰濱鹿港工業區」，是位於鹿港地區西部海域「吉安水道」外的填海新生地，透過鹿安橋（鹿工路）與台灣本島連絡。該區北隔「線西水道」與彰化濱海工業區崙尾區相望，是該工業區三區中最南端的一區。該區面積為11.89平方公里，彰濱工業區服務中心即設於本區鹿工路出入口處。
此地擁有彰濱秀傳紀念醫院、台灣玻璃工業股份有限公司鹿港廠、白蘭氏健康博物館、財團法人車輛研究測試中心等設施。本區亦為彰化濱海工業區三區中，唯一設有超商的地方，位於彰濱秀傳紀念醫院前。

## 交通
省道台17線又稱「西部濱海公路」，大致以西側外環道繞過鹿港地區，往東轉北可前往線西、伸港、梧棲、清水等地，往南可前往芳苑、麥寮、台西、東石等地。省道台61線又稱「西部濱海快速公路」，大致以南北向經過本地區西部海岸地帶，可快速前往台灣西部海岸各地。
縣道142號（彰鹿路八段、七段）是鹿港至彰化莿桐腳的道路，往東可經馬鳴山前往彰化莿桐腳接省道台19線，亦可由彰化交流道進入國道1號。
縣道135號（復興路、彰鹿路八段，青雲路）是和美至溪湖的道路，經過本地區東南部，往北轉東北可前往頂番婆、和美，往南可前往埔鹽、溪湖。

## 學校
- 鹿港高中
- 鹿港國小
- 文開國小

## 文化資產
- 鹿港龍山寺（國定古蹟）
- 鹿港天后宮（國定古蹟）
- 鹿港文武廟（縣定古蹟，內有文開書院）
- 鹿港地藏王廟（縣定古蹟）
- 鹿港城隍廟（縣定古蹟）
- 鹿港三山國王廟（縣定古蹟）
- 鹿港興安宮（縣定古蹟）
- 鹿港日茂行（縣定古蹟）
- 鹿港南靖宮（縣定古蹟）
- 鹿港公會堂（縣定古蹟）
- 鹿港隘門（縣定古蹟）
- 鹿港金門館（縣定古蹟）
- 鹿港鳳山寺（縣定古蹟）
- 鹿港丁家古厝（縣定古蹟）
- 鹿港新祖宮（縣定古蹟）
- 鹿港紫極殿（一般古物生活及儀禮器物兩件）

## 其他廟宇
- 鹿港福德祠（土地祠）
- 鹿港福德宮（土地祠）
- 鹿港景靈宮（王爺廟）
- 鹿港文德宮（王爺廟）
- 鹿港永安宮（王爺廟）
- 鹿港護安宮（王爺廟）
- 泊仔寮洽義堂（王爺廟）
- 鹿港集英宮（北帝廟）
- 鹿港玉渠宮（田都元帥廟）
- 鹿港福靈宮（主祀林爽文事件的抗清人物王勳）
- 鹿港威靈廟（陰廟）
- 白海豚媽祖宮（環保團體工作站，名義為媽祖廟）